# Wolfgang Frommel
Wolfgang Frommel (Karlsruhe, 8 juli 1902 – Amsterdam, 13 december 1986) was een Duits schrijver, dichter en uitgever. Hij was de centrale figuur in de Amsterdamse culturele stichting Castrum Peregrini.

## Levensloop
Frommel was een zoon van theoloog Otto Frommel en een broer van componist Gerhard Frommel. Hij groeide op in Heidelberg en studeerde daar vanaf 1922 aan de Ruprecht-Karls-Universität Heidelberg Germanistiek, theologie en pedagogiek. Daar raakte hij bevriend met de homoseksuele medestudent Percy Gothein die zich in de kring Die Gemeinschaft rond Wilhelm Fraenger en de kring rond dichter Stefan George begaf. Frommel hield zich intensief bezig met het werk van George en verzamelde gelijkgestemden om zich heen. Rond 1924 ontmoette hij de toen dertienjarige Billy Hildesheimer, die zich later William Hilsley liet noemen en met wie hij zijn verdere leven bevriend was. Met Edwin Maria Landau en Percy Gothein richtte Frommel in 1930 uitgeverij Die Runde op waar in 1932 zijn werk Der dritte Humanismus (onder het pseudoniem Lothar Helbing) verscheen. Frommel behoorde rond die tijd tot de kring rond de Pruisische minister van Cultuur Carl Heinrich Becker. Van Der dritte Humanismus verschenen nog twee edities voor het werk in 1943 verboden werd.
Vanaf 1933 was Frommel werkzaam bij de Südwestdeutscher Rundfunk en had daar een middagprogramma, dat hij later bij de Reichssender Berlin voortzette. Tussen 1934 en 1935 doceerde Frommel politieke pedagogie aan de Universiteit van Greifswald. In 1933 ontmoette hij in Frankfurt de toen veertienjarige Adolf Friedrich Wongtschowski, die zich later Friedrich W. Buri ging noemen. In 1937 hielp hij hem naar Nederland te vluchten en bezorgde hem, net als Hilsley, een baan aan de Quakersschool in Eerde (bij Ommen). Daar verzamelden Buri en Hilsley een kring van leerlingen om zich heen die ze lieten kennismaken met de denkbeelden van George en de interpretatie van Frommel hiervan. Frommel ging in 1937 naar Bazel in Zwitserland.
Via Zürich en Parijs kwam hij in 1939 in Nederland waar hij met hulp van vrienden als Adriaan Roland Holst al snel een verblijfsvergunning kreeg. Hij ging aan de slag op de Quakersschool in Eerde en werd de leider van de kring van Buri en Hilsley. Roland Holst introduceerde Frommel bij Gisèle van Waterschoot van der Gracht en hij ging bij haar wonen aan het pand Herengracht 401 in Amsterdam. Nadat de Quakersschool door de Duitse bezetter gedwongen was om Joodse kinderen apart te zetten, liet Frommel samen met Wolfgang Cordan enkele kinderen onderduiken. Claus Victor Bock, Clemens Michael Brühl, Liselotte Brinitzer en Thomas Maretzki gingen ondergronds. Bock zat samen met Buri ondergedoken in het pand aan de Herengracht dat de naam 'Castrum Peregrini' kreeg. Na de oorlog kregen zowel Van Waterschoot van der Gracht als Frommel de Rechtvaardige onder de Volkeren (Yad Vashem)-onderscheiding.
Na de Tweede Wereldoorlog bleef Frommel in Nederland en publiceerde onder meer met de pseudoniemen C.P. de Fournière, F.W. L'Ormeau en Karl Wyser. Met Van Waterschoot van der Gracht begon hij in 1951 het literaire tijdschrift Castrum Peregrini. Dit ontwikkelde zich tot een culturele groep rondom Frommel en werd in 1957 de stichting Castrum Peregrini.
Frommel overleed in 1986 en werd in Spaarnwoude begraven.

## Seksueel misbruik
Al rond de Tweede Wereldoorlog deden geruchten de ronde over homoseksuele contacten bij de Quakersschool in Eerde in de kring van Frommel, Hilsley en Buri. Claus Victor Bock beschreef later zijn eerste seksuele ontmoeting met Frommel in Eerde. In 2013 verscheen een boek van Joke Haverkorn van Rijsewijk, oud minnares, vriendin en gehuwd met de neef van Frommel, waarin nauwgezet de methode van Frommel en zijn gezelschap beschreven werd. Frommel baseerde zich op de poëzie van Stefan George waarin innige omhelzingen en zoenen tussen jongens en oudere mannen beschreven worden, maar echter niet expliciet seksuele relaties. In Frommels interpretaties werd dit een educatieve 'Eros' waarbij oudere mannen van jongens 'metgezellen' maakten waarbij nadrukkelijk een seksuele component zat.

## Castrum Peregrini
In 2017 kwam in Vrij Nederland neerlandicus Frank Ligtvoet met een persoonlijk verhaal over zijn tijd bij Castrum Peregrini. Ligtvoet was jarenlang lid van de beweging en was een van de dragers van de kist van Frommel op diens begrafenis in 1987. Hij bevestigde het eerder geschetste beeld van Haverkorn en gaf een kijkje in de kring rond Frommel die als een sekte opereerde. Hij beschrijft veelvuldig opgedrongen seksueel contact en pedofilie door meerdere personen in de kring, met Frommel duidelijk als leider. Ook gaf hij vele parallellen met de in Duitsland bekende misbruikzaak rondom de Odenwaldschool in Heppenheim.
In mei 2019 concludeerde een commissie onder leiding van oud-rechter Frans Bauduin dat in de periode van 1942 tot 1986, en mogelijk ook daarna, de kring rond Frommel zich stelselmatig schuldig gemaakt heeft aan seksueel misbruik, ook van minderjarigen. Volgens het rapport had Frommel een voorkeur voor jongens van 14/15 jaar oud, maar waren ook vrouwen slachtoffer. Frommel en zijn naasten gaven ongewenste tongzoenen, stapten naakt in bed bij slapende slachtoffers en gebruikten psychologische manipulatie om mensen tot seks te dwingen. Dit gebeurde door meerdere daders waaronder leraren van de Quakersschool in Ommen en Werkhoven. De commissie beschrijft dat de kring trekken van een sekte vertoonde. Alle zaken zijn verjaard en hebben geen strafrechtelijke gevolgen meer. Het bestuur van de stichting Castrum Peregrini nam de conclusies van de commissie en haar aanbevelingen over. Ze veranderde in 2019 onder andere de naam van de stichting in H401, een afkorting van Herengracht 401, het adres waar Castrum Peregrini sinds de oprichting was gevestigd.

## Oorlogsverleden
In 2018 werd ook getwijfeld aan het oorlogsverleden van Frommel waarvoor hij in 1973 de Rechtvaardige onder de Volkeren onderscheiding kreeg. Onderdeel van de motivatie hiervoor was dat hij in 1932 ‘tegen het nationaalsocialisme' gepubliceerd zou hebben met zijn boek Der dritte Humanismus. In 1995 stelde de Duitse onderzoeker Günter Baumann dat het boek juist zeer ideologisch geladen was en als nationaalsocialistisch te bestempelen valt. Ook kon Frommels uitgeverij Die Runde tot in de oorlog publicaties blijven uitgeven. In oktober 1933 verklaarde Frommel zelf dat hij lid was van de Sturmabteilung (SA). In 1934 schreef hij lovend over een rede van Adolf Hitler en bij de Olympische Zomerspelen 1936 in Berlijn werd een gedicht van Frommel voorgedragen. Een onderzoeker van Castrum Peregrini probeerde later het SA-lidmaatschap te verdoezelen, maar openbaarde juist zelf een document waaruit bleek dat Frommel in 1937 tot de 'Stab der Hitlerjugend Frankfurt' behoorde. Door Castrum Peregrini werden na de oorlog verschillende onwaarheden over het oorlogsverleden van zowel Frommel als zijn naasten, onder wie Percy Gothein, gepubliceerd.

## Onderscheidingen
- 1972: Kruis 1e klasse in de Orde van Verdienste van de Bondsrepubliek Duitsland
- 1973: Rechtvaardige onder de Volkeren (Yad Vashem)
- 1977: Officier in de Orde van Oranje Nassau

## Werken
- Medeauteur (anoniem) Huldigung. Gedichte einer Runde. Die Runde, Berlijn 1931.
- Lothar Helbing (pseudoniem): Der dritte Humanismus. Die Runde, Berlijn 1932.
- Gedichte. Holten, Berlijn 1937.
- F. W. l'Ormeau (pseudoniem): Templer und Rosenkreuz. Ein Traktat zum Werk Stefan Georges. Der erste Teil. Pantheon, Amsterdam 1940. Tweede druk als titel Templer und Rosenkreuz. Ein Traktat zur Christologie Stefan Georges. Castrum Peregrini 198-200, Amsterdam 1991.
- Lothar Helbing (pseudoniem): Gespräche mit Mutter Henschel. Castrum Peregrini, Amsterdam 1952.
- Wandlungen und Sinnbilder. (gedichten) Castrum Peregrini, Amsterdam 1982.
- Stelio. Ein Bericht. Castrum Peregrini, Amsterdam 1988.
- Meditationen zum Zweiten Buch des „Stern des Bundes“ von Stefan George. Castrum Peregrini, Amsterdam 1994.
- Poeta et amicus. Nachgelassene Gedichte. Castrum Peregrini 216, Amsterdam 1995.
- Wolfgang Frommel in seinen Briefen an die Eltern 1920–1959, samengesteld door Claus Viktor Bock. Castrum Peregrini 226-228, Amsterdam 1997.
- Wilhelm Fraenger und Wolfgang Frommel im Briefwechsel: 1947–1963. Castrum Peregrini 191–192, Amsterdam 1990.
- Wolfgang Frommel, Renata von Scheliha; Briefwechsel 1930–1967, samengesteld door Claus Victor Bock. Castrum Peregrini 251-252, Amsterdam 2002.[7]

- Bibsys: 90570756
- Bibliothèque nationale de France: cb12076641k (data)
- Gemeinsame Normdatei: 118825453
- International Standard Name Identifier: 0000 0001 1833 8833
- Library of Congress Control Number: n85371851
- Nationale Bibliotheek van Israël: 987007299569505171
- Nederlandse Thesaurus van Auteursnamen: 070673896
- Système universitaire de documentation: 029062535
- Virtual International Authority File: 114166892
- WorldCat: E39PBJvmHxb8qQWgXBC66Q8KVC